# Rhynchocyon cirnei
Rhynchocyon cirnei là một loài động vật có vú trong họ Macroscelididae, bộ Macroscelidea. Loài này được Peters mô tả năm 1847.

## Hình ảnh

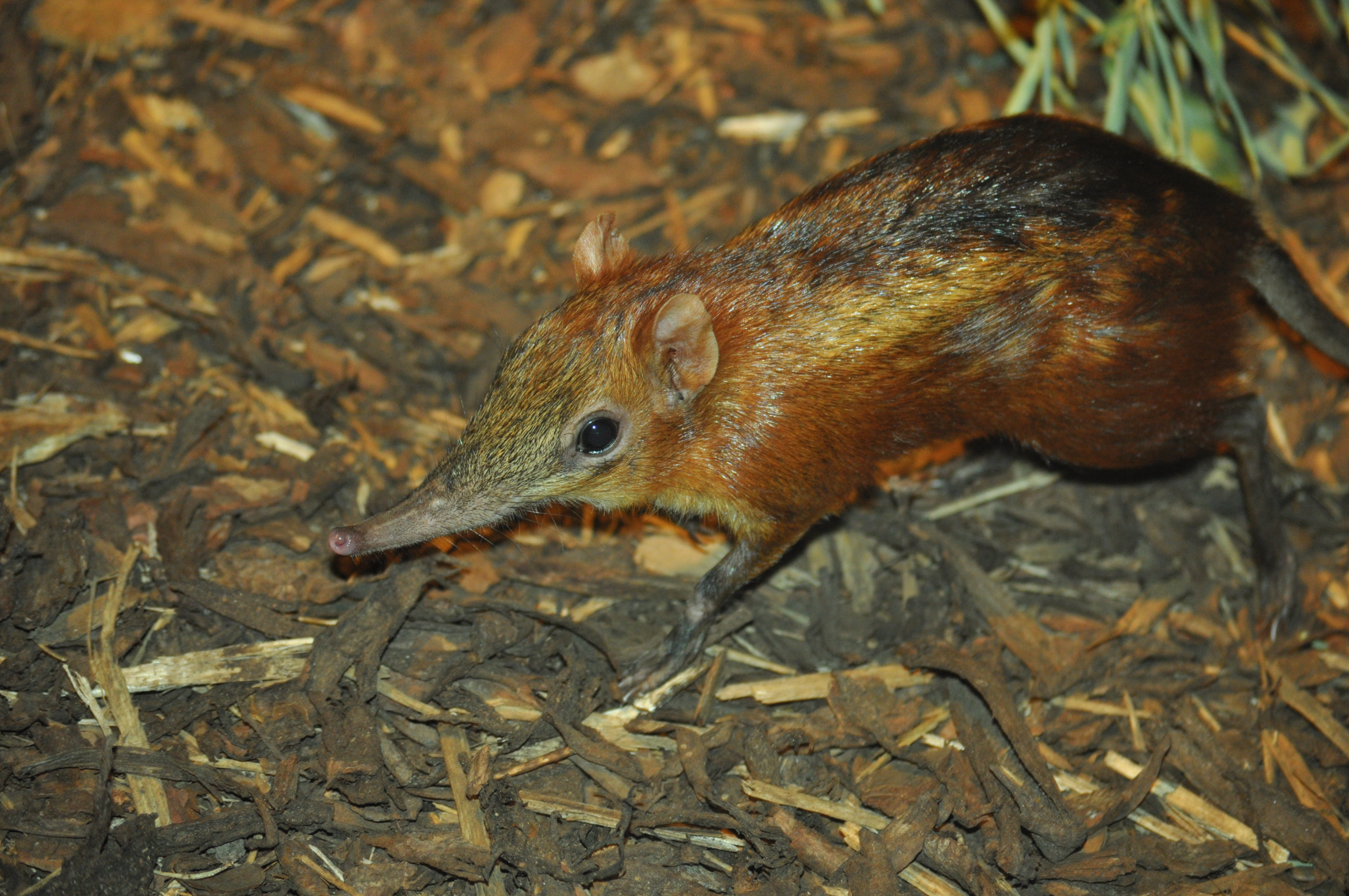
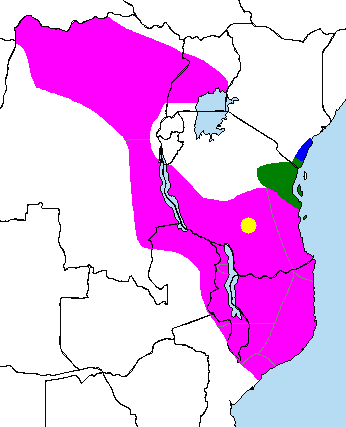